# Wijtiwci
Wijtiwci (ukr. Війтівці, pol. hist. Wójtowce) – osiedle typu miejskiego na Ukrainie w rejonie wołoczyskim obwodu chmielnickiego.
Znajduje tu się stacja kolejowa Wijtiwci, położona na linii Odessa – Lwów.